# Poslední den odsouzence
Poslední den odsouzence (1829, Le Dernier Jour d'un condamné) je třetí román francouzského romantického prozaika, dramatika a básníka Victora Huga.
Jde rozsahem o nevelké dílo, ale myšlenkově velmi hluboké. Je to jeden z nejvýznamnějších literárních manifestů proti trestu smrti ve světové literatuře. Působivosti autor dosahuje především sugestivními literárními prostředky (vnitřní monology, kontrasty světla a tmy a svobody a vězení). Tím vším autor docílil toho, že se čtenář může snadno identifikovat s psychickým a fyzickým utrpením anonymního odsouzence na smrt.
Podnětem k napsání románu byl skutečný případ Hugova popraveného přítele z dětství. Kniha vyšla bez uvedení autora v únoru roku 1829. O tři roky později, v březnu roku 1832, Hugo vydal příběh pod svým jménem a s dlouhou předmluvou. Jeho výzva ke zrušení trestu smrti vyvolala v tehdejší společnosti rozsáhlou debatu.

## Obsah románu
Román je napsán v první osobě. Nedozvíme se ale ani jméno muže, který příběh vypráví, ani čin, za který byl odsouzen (pravděpodobně jde o vraždu), pouze s ním prožije utrpení spojené s pobytem ve vězení a z očekávání blížící se smrti. Odsouzenec popisuje svou celu, žalářníky a také vzrůstající strach, jak se jeho poprava gilotinou blíží. Vzpomíná na některé zážitky z doby, kdy byl svoboden, a také na svou tříletou dcerku, o jejíž budoucnost se obává. Vězeňského kněze, který mu má přinášet útěchu, charakterizuje jako člověka, který pouze vykonává svou práci. Jeho dcerka, kterou vidí naposledy v den své popravy, jej ale nepozná a řekne mu, že její otec zemřel.
Odsouzenec dále popisuje svou cestu károu na popraviště a okolní hlučící dav, který se nadšeně těší na blížící se podívanou. Zoufale doufá, že mu bude udělena milost, a rozsudek že mu bude změněn na doživotí na galejích. „Milost! Milost! Nebo aspoň, pro slitování boží, ještě pět minut! Není přece možné, aby mě neudělili milost!“

## Adaptace
- Le dernier Jour d'un condamné (1985), Poslední den odsouzence), francouzský film, režie Jean-Michel Mongrédien.
- Le Dernier Jour d'un condamné (2007, Poslední den odsouzence), opera francouzského skladatele Davida Alagny.
- Le Dernier Jour d'un condamné (2007, Poslední den odsouzence), komiks Stanislase Grose.

## Česká vydání
- Poslední den odsouzencův; Claudius Gueux, Šolc a Šimáček, Praha 1921, přeložil Vojtěch Kristián Blahník.
- Poslední den odsouzencův, Adolf Synek, Praha 1929, přeložil Duchoslav Fořst, kolibří vydání, dva svazky.
- Poslední den odsouzencův, Henning Franzen, Praha 1929, přeložila Ph.C. Marie Černá.
- Poslední den odsouzence, Garamond, Praha 2008, přeložila Pavla Janů, dvojjazyčné vydání.